# Stare bene è pericoloso
Stare bene è pericoloso è il secondo album in studio da solista del polistrumentista e cantautore italiano Dellera, pubblicato nel 2015.

## Tracce
1. Il motivo di Jimmy
2. Stare bene è pericoloso
3. La repubblica dei desideri
4. Maharaja
5. Testa floreale
6. Satellite in orbita
7. Non ho più niente da dire (feat. Rachele Bastreghi)
8. The constitution
9. Ogni cosa una volta
10. Un ultimo saluto (L'addio)
11. Siamo argento (La visita)

## Formazione
- Roberto Dell'Era - voce, basso, pianoforte, chitarra, farfisa, batteria, steel guitar
- Lino Gitto - drum kit
- Fabio Rondanini - drum kit
- Rodrigo D'Erasmo - violino
- Andrea Pesce - mellotron, moog, piano
- Enrico Gabrielli - sassofono
- Rob Daz - tromba
- Xabier Iriondo - rumori, chitarra
- Tom Livermore - basso
- John Large - batteria
- Rachele Bastreghi - voce in Non ho più niente da dire
- Nic Cester - voce in Maharaja
- Micol Martinez - cori